# Laguna Larga
Laguna Larga is een plaats in het Argentijnse bestuurlijke gebied Río Segundo in de provincie Córdoba. De plaats telt 7.137 inwoners.

## Geboren
- Paulo Dybala (1993), voetballer